# Dario Cagno
Dario Cagno (Torino, 11 agosto 1899 – Torino, 22 dicembre 1943) è stato un partigiano e anarchico italiano.
Fu tra i primi organizzatori della Resistenza a Torino.

## Biografia
Di origini modeste a 14 anni si imbarca come panettiere su una nave mercantile e viaggia tra Europa e Stati uniti. Durante la prima guerra mondiale viene rimpatriato, tra il 1918 e il 1919 subisce condanne per reati contro la proprietà e per diserzione. Dopo aver espiato la condanna trova lavora alla Fiat di Torino, ma ben presto viene licenziato per il carattere ribelle e insofferente ad ogni disciplina. Emigra in Francia dove si arruola nella Legione straniera che abbandona dopo breve tempo..
Nel 1925 entra in contatto con esponenti del fuoriuscitismo antifascista come Sandro Pertini e Alceste de Ambris e diventa un corriere clandestino per tenere i contatti tra i fuoriusciti e i militanti rimasti attivi in Italia. Prosegue questa attività fino al 1932 quando viene fermato a Ventimiglia perché sprovvisto di passaporto. Dato che la polizia ignora la sua attività clandestina viene condannato ad una lieve pena, scontata la quale tenta nuovamente, più volte e senza successo, l'espatrio clandestino fino a quando non riesce a portarsi nuovamente in Francia. Riprende l'attività di corriere, fermato più volte e sempre condannato a lievi pene in quanto ritenuto un delinquente comune viene infine sospettato di essere un emissario della Concentrazione antifascista tornato in patria per attuare un attentato contro il duce.
A questo punto, nel 1934, viene condannato a tre anni di confino e inviato a Ponza, dove si mette in luce per il carattere ribelle e la partecipazione a proteste collettive. per il suo comportamento subisce condanne e un prolungamento di altri cinque anni del periodo di confino. Dopo un periodo trascorso a Pantelleria nel 1942 viene amnistiato per il ventennale della Rivoluzione fascista. Rientra a Torino. Qui, dopo l'8 settembre 1943 è tra i primi organizzatori della Resistenza. Costituisce il primo GAP della città: La mattina del 25 ottobre, insieme al comunista Ateo Garemi giustizia in pieno centro il maggiore della milizia Domenico Giardina. I due vengono arrestati due giorni dopo a seguito di una delazione e, dopo un processo sommario dinanzi alla sezione torinese del Tribunale speciale, condannati a morte. La condanna viene eseguita all'alba del 22 dicembre 1943 mediante fucilazione.